# Скромність
Скро́мність — моральна риса характеру, яка проявляється в тому, що людина не визнає за собою жодних виняткових чеснот чи особливих прав, добровільно підпорядковує себе вимогам громадської дисципліни, ставиться до всіх людей з повагою.
Скромність є невід'ємною межею культури взаємостосунків. Ця межа виявляється в умінні людини бути самим собою, не виконувати будь-якої не властивої йому ролі.
Скромність означає природність поведінки, відсутність надуманості. Разом з тим вона не повинна бути джерелом скутості в поведінці.
Скромність тісно пов'язана з простотою, яка зовсім не пов'язана з відмовою від прийнятих в суспільстві норм етикету.